# 呂燿
呂燿（1523年—？），字思晦，直隸河間府獻縣人，民籍，明朝政治人物。

## 生平
嘉靖二十二年（1543年）癸卯科順天府鄉試第二十二名舉人。嘉靖二十九年（1550年）中式庚戌科會試第二百二十三名，登第二甲第四十四名進士。官户部主事。

## 家族
曾祖呂智；祖父呂霦；父呂𥟍[禾非]，母牛氏。重庆下。弟燦、煌。
妻子唐氏，呂燿卒時，唐氏年二十六，家贫，翁姑喻使改嫁，唐不从，事翁姑，抚遗子，守节六十三年而卒，知縣張汝蘊请旌其闾。